# Sylvester Lajos
Sylvester Lajos (Alsócsernáton, 1934. június 3. – Kolozsvár, 2012. május 10.) romániai magyar író, újságíró, közíró, drámaíró, színházigazgató, dokumentumfilm-rendező.

## Életútja
1945–48 között a kézdivásárhelyi Római Katolikus Gimnázium tanulója. Az 1948-as tanügyi reform után a kézdivásárhelyi erdészeti szakközépiskolába iratkozott be, innen azonban közben kuláklistára tett szülei miatt eltávolították. Egy évig útépítő munkásként dolgozott, majd a kézdivásárhelyi tanítóképzőben szerzett oklevelet 1953-ban. Háromszék több községében tanító, majd tanár volt, közben ugyanis 1962-ben a BBTE magyar nyelv és irodalom szakán tanári oklevelet szerzett. Rövid tanári tevékenység után előbb a kézdivásárhelyi művelődési ház igazgatója, majd a Kézdi rajoni tanügyi osztály vezetője. 1968-ban szembeszegült a Székelyföldet megosztó megyésítési elképzelésekkel, ezért eltávolították állásából.
Egy ideig a kézdivásárhelyi elméleti líceumban magyar nyelvet és irodalmat tanított. 1968 novemberében Kovászna megye Művelődési Tanácsának elnökévé nevezték ki. Ötéves itteni tevékenységéhez a megye magyar művelődési életének felvirágoztatása kötődik. Ez idő alatt számos emlékmű felállítására, emlékházak, múzeumok, a helyi hagyományokat felelevenítő és felkaroló közművelődési egyesületek létesítésére került sor a megyében. Ő állíttatta vissza a parkban levő 1848-as emlékmű kőoroszlánjait, továbbá az ő nevéhez fűződik Gábor Áron és Nicolae Bălcescu szobrainak a felállítása is.
A visszarendeződés kezdetekor, 1973-ban elmozdították funkciójából. 1973–85 között a sepsiszentgyörgyi Állami Magyar Színház igazgatója, itt a színház műsorrendje, magyarországi színházi kapcsolatai és a nemzetiségi színházi kollokviumok szervezése miatt került összeütközésbe felettes hatóságaival, az egyre agresszívebb homogenizációs törekvésekkel. 1985-ben leváltották és a Megyei Tükörhöz helyezték át.
1989 után az akkor indult Háromszék napilap szerkesztőbizottsági tagja. Az RMDSZ háromszéki és országos szervezetének alapító és több éven át elnökségi tagja, a háromszéki szervezet elnöke, az EMKE ügyvezető alelnöke.
A Duna Televízió Tálentum sorozata számára Seprődi Kiss Attila készített róla portréfilmet.

## Munkássága
Első írása az Előrében jelent meg 1953-ban. Több ezer riportot, glosszát, színikritikát, könyvrecenziót, tanulmányt közölt az Igaz Szó, A Hét, Utunk, Új Élet, Művelődés, Játékszín, Korunk, Falvak Dolgozó Népe hasábjain, 1989 után az Erdélyi Naplóban, a Székelyföldben, a Háromszékben, valamint magyarországi és nyugati magyar nyelvű lapokban és folyóiratokban.
1981–83 között több önálló kabaréműsort állított össze az általa vezetett színház számára, egyfelvonásosait, jeleneteit a bukaresti rádió magyar adásaiban és műkedvelő előadásokon mutatták be. Boszorkány c., Móricz Zsigmond Erdély-trilógiája alapján Nemes Leventével közösen írt darabját Sepsiszentgyörgyön 1983-ban játszották.

## Főbb művei
- Báthory Anna, A gyanú (1996)
- Úz-völgyi hegyomlás; bev. Farkas Árpád; H-Press, Sepsiszentgyörgy, 1996 (a székely határőrség krónikája)
- Az őrnagy hazatér. Az én ezernyolcszáznegyvennyolcam; Trisedes Press, Sepsiszentgyörgy, 1999
- Csupa csapás az élet. Az elsorvadt moldvai magyar oktatás és csángó szétrajzások emlékkönyve; Háromszék, Sepsiszentgyörgy, 2000
- Történettekercsek az idő toronygombjában; Charta, Sepsiszentgyörgy, 2011
- Szőttesünkben török minták (2008)
- Frigyre lépni a szülőfölddel. Az összetartozás tudati rezdülése. Válogatott publicisztikai írások; Charta, Sepsiszentgyörgy, 2008
- Ojtoz völgye a hadak útján. A Kárpátok délkeleti átjárójának régi és új keletű históriája; Charta, Sepsiszentgyörgy, 2008
- Háromszéki nekigyürkőzés. Emléktöredékek az 1989–90-es rendszerváltás napjaiból; szerk. Sylvester Lajos; Charta, Sepsiszentgyörgy, 2010
- Halak, vizek, sziklaszirtek; Magyar Nyugat, Vasszilvágy, 2011
- Ablak Erdővidékre. Válogatott publicisztikai írások; Tortoma, Barót, 2012
- Amerikai kerengő; Tinta, Árkos, 2018

## Dokumentumfilmjei
- Úz völgyi hegyomlás (1996)
- Voltunk mük es… (1999)
- József Álmos tanár úr különös kedvtelése (1999)
- Megsimogatni a múltat (1999)
- A szembejövő ember (2001)
- Királyvadászat. Portréfilm Király Károlyról (2002)

## Díjai, kitüntetései
- 1992: Széchenyi István-emlékérem
- 1996: MÚRE publicisztikai nívódíj
- 1996: MUK-díj